# Augustine Washington
Augustine Washington Sr. (12/11/1694 - 12/4/1743) là cha của Tổng thống Hoa Kỳ đầu tiên George Washington. Ông là một chủ đồn điền và slaveholder

## Phả hệ
Augustin sinh ra ở Wrestmoreland, Virginia vào ngày 12/11/1694. Cha ông là Đại úy Lawrence Washington. Ông bà nội ông lần lượt là Trung tá John Washington (1631-1677) và Anne Pope.

## Sự nghiệp
Cha Augustine qua đời khi ông mới 4 tuổi. Ông được thừa hưởng khoảng 1000 mẫu ruộng Anh (4.0 km²) ở Bridges Creek, quận Westmoreland..